# جیجاق زیبا
جیجاق زیبا(نام علمی: Cyanolyca pulchra) نام یک گونه از سرده کبودجیجاق‌های کوچک است.